# De Bello Civili
De Bello Civili ("Inbördeskriget"), eller Commentarii de Bello Civili ("Kommentarer om inbördeskriget"), är en samling om tre böcker författade av Julius Caesar som beskriver de händelser som utspelar sig under Romerska inbördeskriget mellan Caesar och Pompejus anhängare mellan åren 49–48 f.Kr. Verket är skrivet i tredje person.
I svensk översättning finns verket utgivet av Norstedts förlag med översättning från latin av Ingemar Lagerström.